# المرأة في الأردن
على مر التاريخ، ووضع المرأة الأردنية، سياسيا واجتماعيا واقتصاديا يمر في ظروف متفاوتة حسب كل من القيم القانونية والتقليدية والثقافية والدينية ضمن الفترات المختلفة. يقترن الإطار القانوني الحالي القائم على القانون المدني الأوروبي بالتقاليد الإسلامية، وهو ما حدد الحقوق والحريات الممنوحة للمرأة الأردنية، في المقابل، يبدو أن الأفكار التقليدية حول الذكورة والأنوثة هي ما تحدد وصول المرأة إلى التعليم، مكان العمل، والتواصل العام.

## التمثيل السياسي

### الإطار القانوني التشغيلي
يشمل الإطار التشغيلي الحالي لحقوق المرأة في الأردن كل من الدستور الأردني وقانون الأحوال المدنية وقانون الأحوال الشخصية والقانون الدولي فيما يتعلق بحقوق الإنسان. تلعب العوامل المحلية التقليدية والثقافية بخصوص الأنوثة دورا اساسيا في كيفية تحديد اعتبار النساء ومعاملتهن في الأردن. فلم تحصل النساء في الأردن على حق التصويت حتى عام 1974. كان هذا متأخرا، إلى حد ما، بالنسبة لباقي المنطقة، فدول مثل سوريا ولبنان ومصر واليمن وتركيا وإيران، جميعهم منحوا النساء حق التصويت بحلول عام 1967 
كُتب الدستور الأردني في عام 1952، ونص في المادة (6) بند 1 على«الأردنيون أمام القانون سواء لا تمييز بينهم في الحقوق والواجبات وإن اختلفوا في العرق أو اللغة أو الدين»  كما أن هناك العديد من الأحكام الدستورية التي تؤكد الحقوق الأساسية والتمثيل السياسي للجميع. على سبيل المثال، تنص المادة (22) على «لكل أردني حق في تولي المناصب العامة بالشروط المعينة في القوانين أو الأنظمة. 2 - التعيين في الوظائف العامة من دائمة ومؤقتة في الدولة والإدارات الملحقة بها والبلديات يكون على أساس الكفاءة والمؤهلات.» أي أن لكل أردني فرصة متساوية في التعيين في الوظائف العامة بشغلها لأن هذه التعيينات «تتم على أساس الجدارة والمؤهلات». في 28 كانون الثاني (يناير) 2003 تم تعديل نظام الحصص في البرلمان الأردني، بحيث تم تخصيص مقاعد للمرأة.  ويقلل قانون العقوبات المؤقت من الأحكام الصادرة بحق الرجال الذين يرتكبون أعمال عنف ضد المرأة في سياق «الشرف». إلا أنه تم تعديله.بحيث لم يعد يسمح للرجال بتنفيذ القانون بأنفسهم، حيث جعل التعديل الجديد تنفيذ العقوبة والحكم منوطا بالنظام القضائي للدولة.  بالإضافة إلى ذلك، لا توجد أحكام في قانون العمل أو قوانين العقوبات تهدف إلى حماية المرأة من التحرش الجنسي. هذا النقص في التشريعات التي يفترض بها حماية النساء، يجعلهن عرضة للمضايقة في المنزل وفي مكان العمل. مع الأخذ بعين الاعتبار بالأردن عضو في العديد من المنظمات الدولية التي تضمن حقوق الإنسان الأساسية للمرأة.
هناك العديد من الوثائق القانونية والتي تختص بدعم مبدأ مساواة المرأة في الأردن. القرآن الكريم ينادي الطرفين بشكل متساوى لا لبس فيه حين المخاطبة كقول الله في سورة الأحزاب: "إِنَّ الْمُسْلِمِينَ وَالْمُسْلِمَاتِ وَالْمُؤْمِنِينَ وَالْمُؤْمِنَاتِ وَالْقَانِتِينَ وَالْقَانِتَاتِ وَالصَّادِقِينَ وَالصَّادِقَاتِ وَالصَّابِرِينَ وَالصَّابِرَاتِ وَالْخَاشِعِينَ وَالْخَاشِعَاتِ وَالْمُتَصَدِّقِينَ وَالْمُتَصَدِّقَاتِ وَالصَّائِمِينَ وَالصَّائِمَاتِ وَالْحَافِظِينَ فُرُوجَهُمْ وَالْحَافِظَاتِ وَالذَّاكِرِينَ اللَّهَ كَثِيرًا وَالذَّاكِرَاتِ أَعَدَّ اللَّهُ لَهُمْ مَغْفِرَةً وَأَجْرًا عَظِيمًا"، وهو يوفر إطارًا دينيًا يفصل بين الرجال والنساء. والقرآن يعطي الرجال سلطة واسعة في عملية الطلاق ولكن في المقابل يلقي «مسؤولية اقتصادية» إضافية عليهم. الرجال «بطبيعتهم ليسوا متساوين لأن الله خلقهم مختلفين في الطبيعة، والموهبة، والقدرة»، لأنهم «خلقوا وصمموا لأداء مهام مختلفة»، فمن المتوقع أن يحمي الرجل أسرته ويوفر لها الدعم في حين أن النساء يتوقع منهم دعم أزوجهن، وتربية الأطفال ورعاية المنزل. سُن قانون الأحوال الشخصية في الأردن في 5 سبتمبر 1976 واستعيض عنه بقانون حقوق الأسرة الأردني رقم 92.  يحدد قانون الأحوال الشخصية في الأردن وضع الفرد وحقوقه فيما يتعلق بالزواج والأبوة والحضانة والممتلكات والإعالة للأقارب والأشخاص المفقودين والوصايا. 

### التمثيل في المنصب المنتخب

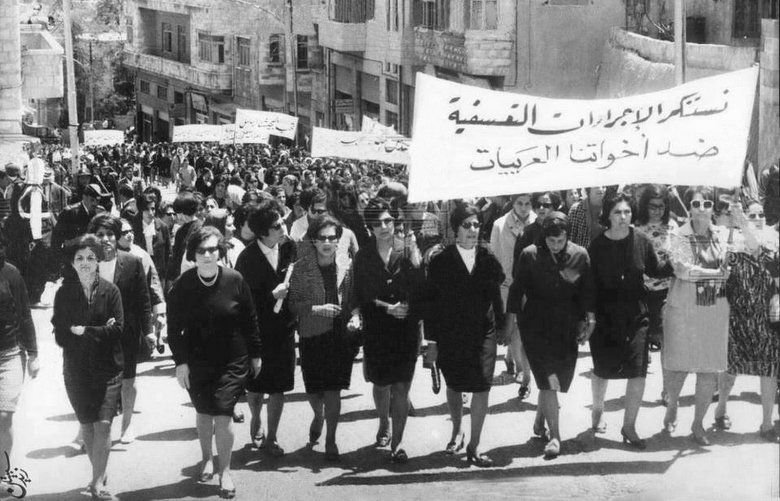
نساء يحتججن في وسط عمان، 1968

في حين تزايد وجود ومشاركة الإناث في البرلمان الأردني خلال العقد الماضي، إلا أنها لا تزال منخفضة نسبيا. فعلى الرغم من قانون عام 1974 الذي يمنح المرأة الحق في الحملات الانتخابية والتواجد في مواقع الخدمة العامة، إلا أن القليل من النساء الأردنيات لديهن دوافع أو يشعرن بالراحة في الترشح للمناصب السياسية، فالقليل منهم يترشحن، والأقل يصلن إلى المقاعد. أقر الملك الأردني الحالي، عبدالله الثاني، تشريعات تشترط تخصيص حصة لعدد النساء في البرلمان. ومنذ إنشاء الحصة، تم تخصيص 15 مقعدًا من أصل 130 مقعدًا في مجلس النواب بالبرلمان. وقد فازت النساء بـ 19 مقعدًا في انتخابات 2013.
كمتوسط عالمي، تشغل النساء 16 في المائة من المقاعد البرلمانية.  في الأردن، تشغل النساء حوالي 6 في المائة فقط من مجلسي البرلمان. لا يزال الأردن يعمل على تحسين تمثيل المرأة في المناصب المنتخبة، لكن مع استمرار رغم تواجد سياسات تقدمية، إلا أن هذا يؤدي إلى تحدي الأدوار التقليدية للجنسين والمثل العليا العرفية للأنوثة والذكورة في الأردن، مما يقلل التفاوتات بين الرجال والنساء. بينما تشغل النساء 6 في المائة فقط من المقاعد البرلمانية، دعمت ملكة الأردن من خلال موقعها حقوق المرأة بفعالية. 

### اللجنة الوطنية الأردنية لشؤون المرأة
تتمثل مهمة اللجنة الوطنية الأردنية لشؤون المرأة (JNCW) في «دعم تعميم منظور المساواة بين الجنسين في جميع مجالات السياسة وتضييق الفجوة بين الاعتراف الرسمي بحقوق المرأة على النحو المفصل في التشريعات والمواقف المجتمعية الفعلية تجاه المرأة من خلال تحسين الوضع النساء وتعزيز دورهن في التنمية الوطنية.»  تعمل اللجنة على تحقيق المساواة في مكانة المرأة - اجتماعيا وسياسيا واقتصاديا - في الأردن من خلال اقتراح التشريعات ودراسة السياسات الحالية المتعلقة بحقوق المرأة.  تعمل اللجنة أيضًا عن قرب مع العديد من المؤسسات العامة والمنظمات غير الحكومية لتحقيق أهدافها. في عام 1996، جعل مجلس الوزراء الأردني من اللجنة «نقطة مرجعية» للحكومة بشأن جميع القضايا المتعلقة بالمرأة، واللجنة الآن، تقدم تقاريرها مباشرة إلى رئيس الوزراء. أصبحت اللجنة مسؤولة إلى حد كبير عن صياغة السياسات الوطنية المتعلقة بحقوق المرأة والتقدم الاقتصادي.

## التمثيل الاجتماعي

### التعليم

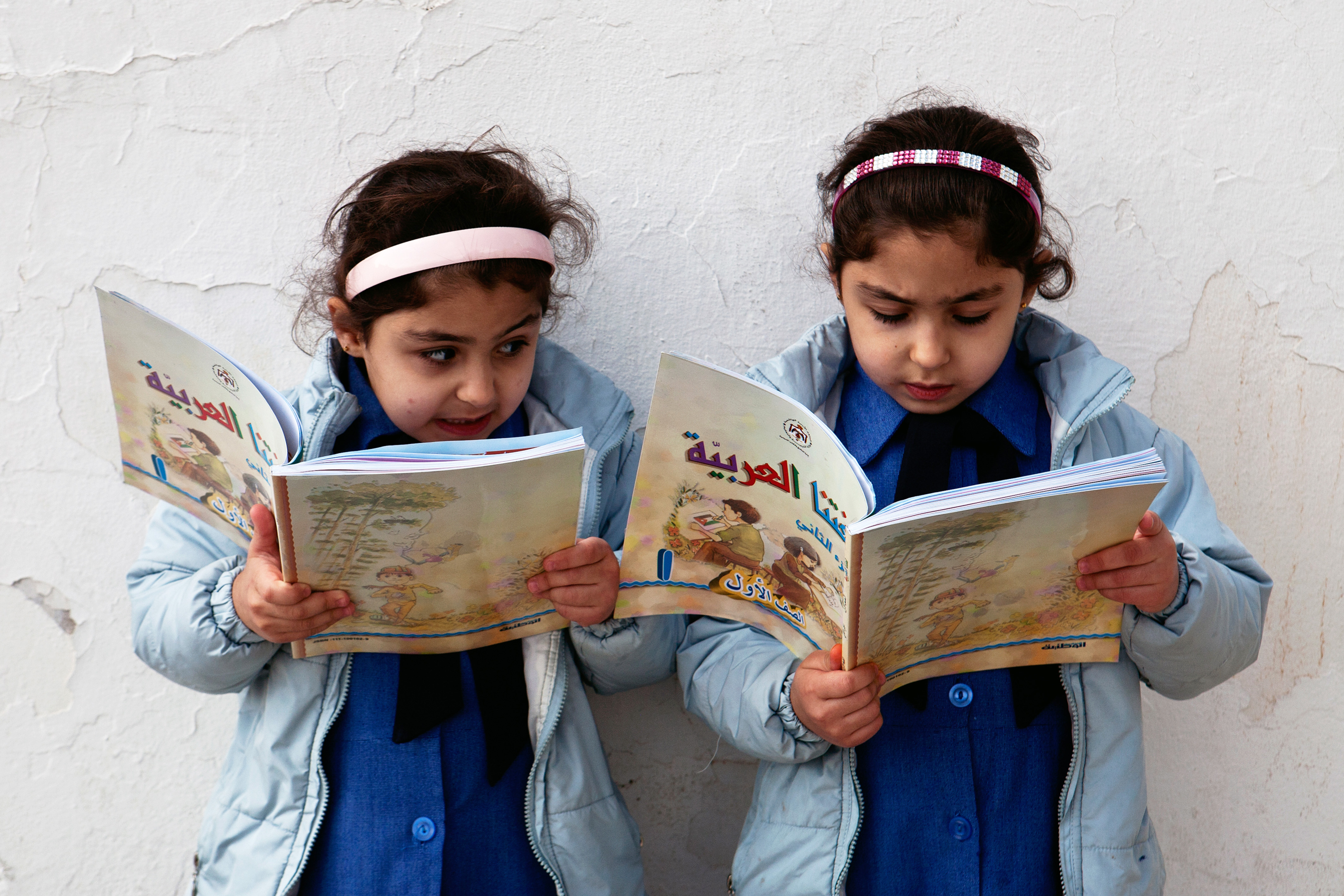
الأردن لديه أعلى معدلات القدرة على القراءة والكتابة في الشرق الأوسط.

هناك أحكام دستورية تؤكد الحقوق الأساسية للمواطنين الأردنيين في التعليم. المادة 20، في الواقع، تجعل التعليم الابتدائي إجباريا على جميع الأردنيين ومجانيًا في المدارس الحكومية الحكومية.  تم وضع هذا الأمر بالتفصيل في قانون التعليم. تنفق الحكومة الأردنية أكثر من 5٪ من ميزانيتها على التعليم كل عام وكانت النتائج إيجابية. منذ عام 1980، ارتفع معدل معرفة القراءة والكتابة في الأردن من 69.2 ٪ إلى 91 ٪ في عام 2002. مع معدل معرفة القراءة والكتابة للإناث يصل إلى 85.9 ٪، أصبحت الأردن البلد ذات أعلى معدل لمحو الأمية بين الإناث في الشرق الأوسط. ولكن، في حين أن غالبية النساء الأردنيات مثقفات ومتعلمات بشكل جيد، تبقى الفروق في التوقعات الوظيفية القائمة على النوع الاجتماعي تنبع من الممارسات الثقافية وليست مبنية على حجة أن المرأة ليست قادرة مثل الرجل. 
تعد نسبة التحاق الإناث في جميع مستويات الدراسة مرتفعة، حيث تتمتع المرأة الأردنية بأعلى متوسط لسنوات الدراسة مقارنة بالنساء في كل من الكويت والبحرين. في حين يتلقى الرجال في الأردن 1.7 سنة دراسية إضافية مقارنة بما تلقاها النساء في الأردن، إلا أن الفرق يعتبر منخفضًا جدًا في المنطقة. معدل التسرب ليس مفرطًا، لكن المرأة تدعي أن السبب الرئيسي وراء التسرب من المدرسة (على مختلف المستويات) هو الزواج ومسؤولياتها في المنزل بينما يدعي الرجال أنهم يتركون الدراسة في المقام الأول للحصول على وظائف ومساعدة أسرهم في كسب المال. 
موافقة الأسرة على تعليم المرأة أمر بالغ الأهمية. فعندما لا تستطيع الأسرة الفقيرة وضع أكثر من طفل واحد في المدرسة، سيحصل الصبي على التعليم ويتوقع من الفتاة التركيز على مهارات التدبير المنزلي. في حين أن النساء يحصلن على التعليم الأساسي، فإن الوصول إلى التدريب التكنولوجي محدود جدا، حيث من المتوقع أن تدرس النساء موضوعات تتعلق مباشرة بأدوارهن المهيمنة كزوجات وأمهات - مثل الفن والعلوم الإنسانية والتدريس. على الرغم من أن الإناث يتم تمثيلهن بشكل متساوٍ إلى حد ما في المدرسة، إلا أن هناك صورة نمطية مفرطة للنوع الاجتماعي في الكتب المدرسية الأردنية. 

### التوظيف
هناك أحكام دستورية تؤكد الحقوق الأساسية للمواطنين الأردنيين في العمل ولا يوجد في الإسلام ما يمنع المرأة من القيام بذلك. ينص الدستور على أن «العمل حق لجميع المواطنين» و «الوظائف تستند إلى القدرة» و "جميع الأردنيين متساوون أمام القانون. لن يكون هناك تمييز بين الأردنيين فيما يتعلق بالحقوق والواجبات القائمة على العرق أو اللغة أو الدين. "  توضح قوانين العمل الدستور بشكل أكبر: «بالأردنيين يقصد بهم الرجال والنساء».  يُعرّف قانون العمل العامل / العامل / الموظف بأنه «كل شخص، ذكراً كان أم أنثى، يؤدي وظيفة مقابل أجر». ينص الدستور على أن الحكومة «ستضمن العمل والتعليم في حدود إمكانياتها، وتضمن حالة من السماحية وتكافؤ الفرص لجميع الأردنيين.»  العمل «حق لكل مواطن»، و «توفر الدولة فرص العمل لجميع المواطنين من خلال توجيه الاقتصاد الوطني ورفع معاييره». تحمي قوانين العمل الأردنية النساء من فقد وظائفهن أثناء الحمل وتقدم لهن المساعدة في رعاية الطفل.  في حين أن القوانين نفسها تعزز العدالة والمساواة، فإن المثل العليا التقليدية للذكورة والأنوثة و «الطبيعة الأبوية للنظام القانوني» تسهم في غياب المرأة بشكل ملحوظ عن مكان العمل وعدم المساواة التي تواجهها بمجرد ذلك. 
تنبع قضية عدم المساواة بين الجنسين في الأردن اليوم أيضًا من الأدوار التقليدية للجنسين التي ترسخت في الثقافة الأردنية. تستند هذه الصور النمطية إلى مفاهيم: «(أ) يختلف الرجال والنساء بيولوجيًا وأن هذه الاختلافات البيولوجية تحدد وظيفتهم الاجتماعية؛ (ب) يتحمل الرجل والمرأة مسؤوليات مختلفة وتكميلية داخل الأسرة؛ و (ج) لديهم حقوق مختلفة ولكنها عادلة مرتبطة بتلك المسؤوليات.» 
يتوقع «النموذج التقليدي» لنوع الجنس الأردني أن تتزوج المرأة مبكراً وأن تساهم في الأسرة كربة منزل وزوجة وأم.  ويفترض أن الرجل سيكون مسؤولاً عن الأسرة وأنه سوف يوفر لعائلته الأمان المالي. تعتبر النساء، كزوجات وأمهات، ضعيفات ويحتجن إلى الحماية التي ينبغي على الزوج توفيرها. تعتبر مسؤولية الرجال عن حماية زوجاتهم وأطفالهم مبررا كافيا لممارسة سلطتهم على النساء في جميع مجالات صنع القرار فيما يتعلق بالمجال العام والخاص. بسبب هذا النموذج التقليدي، يتوسط زوجها في تفاعل المرأة مع السياسة والتمثيل فيها.  في حين أن هذا النموذج موجود إلى حد ما في جميع أنحاء العالم، إلا أنه بارز بشكل خاص في الأردن حيث أصبح مؤسسيًا ويتغلغل في الإطار القانوني.

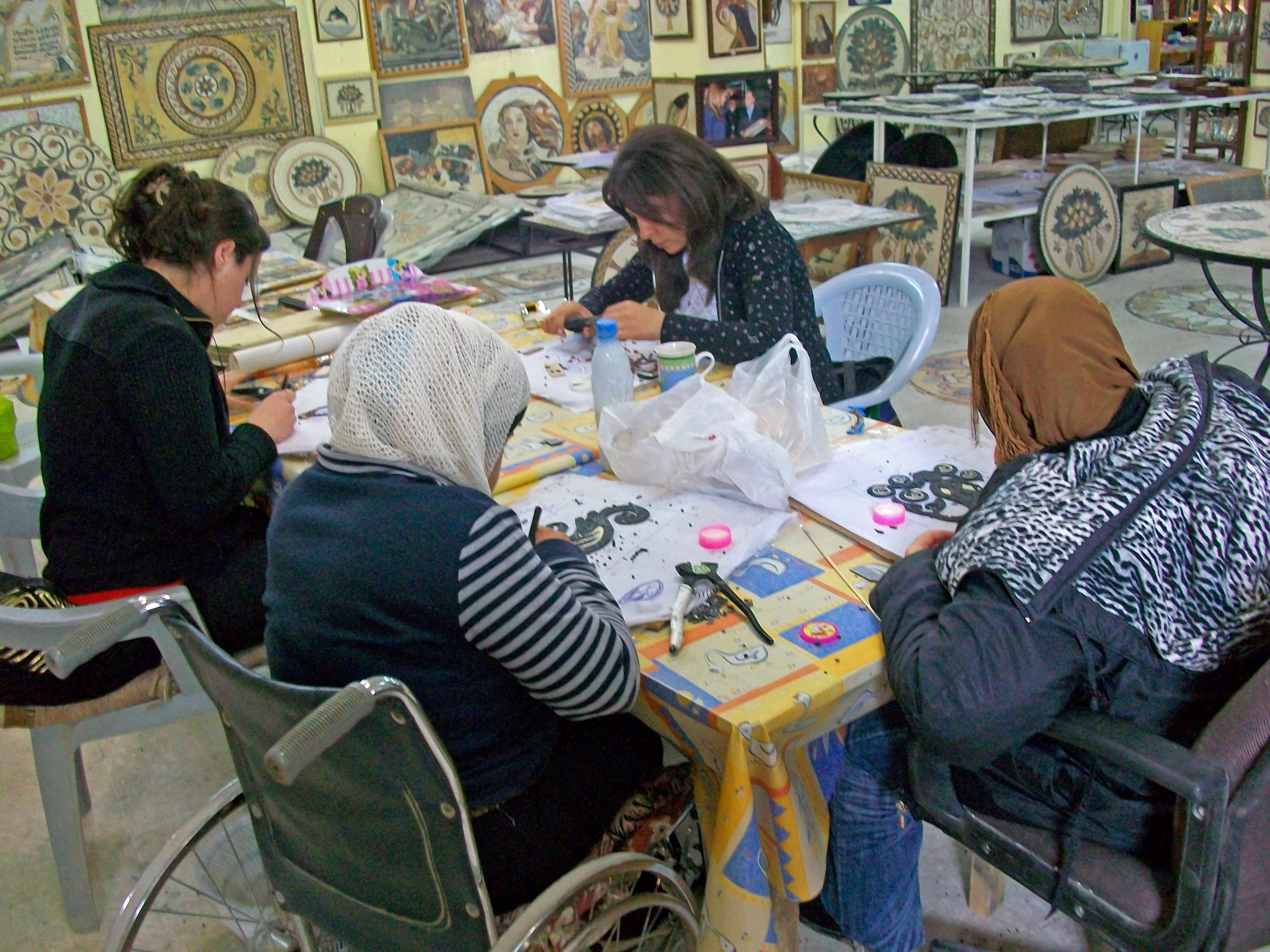
نساء يجمعن الفسيفساء في برنامج ترعاه الحكومة

تعد كل من البطالة والعمالة المقنعة والاختلافات في الأجور والتفرقة المهنية أربعة عوامل رئيسية في الاقتصاد تؤثر على مستوى عمل المرأة. فيما يتعلق بالبطالة، 15٪ من الرجال عاطلون عن العمل و 25٪ من النساء عاطلات عن العمل و 82٪ من الشابات اللائي تتراوح أعمارهن بين 15 و 29 سنة عاطلات عن العمل. تقل معدلات النساء تعين النساء كعمالة لأن قطاعات كبيرة من الاقتصاد الأردني كانت تقليديا مغلقة أمام النساء.  غالبًا ما يشغل الرجال الأقل تعليماً المزيد من الوظائف بينما تكون النساء في كثير من الأحيان أفضل تعليماً، مما يؤدي إلى أن العديد من النساء يستقرن في وظائف تتطلب تعليماً أقل مما حصلن عليه. لا يختلف التمييز في الأجور في الأردن عن أي مكان آخر في العالم، ولكن بالاقتران مع العوامل التقليدية والثقافية - مثل المسؤولية عن المجال الخاص (الأسرة والمنزل) - يتم إبعاد النساء عن القوى العاملة. يقترح القانون الأردني أن تكون الزوجة مطيعة لأزواجهن لأن الرجال يدعمون الأسرة مالياً، وإذا كانت معصية، فيمكن لزوجها أن يوقف الدعم المالي. بالإضافة إلى ذلك، فقد تولى الرجال سلطة منع زوجاتهم من العمل، وقد أيدت المحاكم الأردنية هذه القوانين.  علاوة على ذلك، فمع حدوث جرائم الشرف باستمرار وتزايدها حاليًا، فإن النساء أقل تحمسًا لترك أمان منازلهن. ما زالت القوانين في الأردن المتعلقة بجرائم الشرف تُمكِّن المحاكم من التعامل مع مرتكبيها بتسامح. 
الفصل المهني متواجد في معظم جوانب القوى العاملة الأردنية حيث يوجد فصل رأسي وأفقي. يشير الفصل الرأسي إلى مفهوم السقف الزجاجي، حيث تتركز النساء في الوظائف ذات الأجور الأدنى والأقل رتبة ولا يمكنهن الوصول إلى المستويات العليا. يحدث الفصل الأفقي عندما تزدحم بعض المهن بالإناث. على سبيل المثال، هناك عدد أكبر من الرجال الأردنيين من موظفي الخدمة المدنية ممن يشغلون مناصب رفيعة المستوى بينما تتركز النساء الأردنيات في وظائف متوسطة المستوى. تؤدي عواقب التقدم الاقتصادي المحدود للمرأة ومشاركة الإناث المنخفضة في القوى العاملة إلى انخفاض استخدام الطاقة الإنتاجية الوطنية (يقدر البنك الدولي أنه في الوقت الحالي يبلغ نصف إمكاناته)، وانخفاض متوسط دخل الأسرة وانخفاض نصيب الفرد من الناتج المحلي الإجمالي.  إن التحدي الأكبر أمام إدماج المرأة على قدم المساواة في مكان العمل هو التغلب على المواقف التقليدية تجاه المرأة وواجباتها المتوقعة كأم وزوجة.  أي تغيير في المواقف سيؤدي حتما إلى تغيير «القوانين الجنسانية» ودور المرأة كربة بيت.

### التواصل والتشبيك
جمعية المركز الإسلامي الخيرية في الأردن هي مثال على الطرق التي يمكن بها للنساء الأردنيات من الطبقة الوسطى العمل والتواصل وتبادل الخبرات. فبدلاً من العمل «كجمعية خيرية» تقليدية، فإن هذه المؤسسات الخيرية الإسلامية يتم تأسيسها انطلاقا من أساس اجتماعي. وفي حين أنها ليست مرتبطة رسميًا بالدولة، فهي تؤثر على البلد اجتماعيًا وسياسيًا. تشجع المجموعات المجتمعية الأخرى في الأردن، مثل الصندوق الأردني الهاشمي، النساء على تشكيل لجانهن الخاصة، والترشح للانتخابات المحلية، وتشكيل تعاونيات صغيرة للنساء فقط. عندما بدأت العديد من هذه المبادرات في الثمانينيات من القرن الماضي، حصلت على معارضة واضحة من قادة المجتمع، حيث هدد بعضهم بإغلاق لجان النساء في منطقتهم. المشهد السياسي الحالي أكثر استعدادًا نسبيًا لمشاركة النساء السياسية والتواصل، رغم استمرار التحديات.

## الحقوق الأسرية

### الزواج
يحدد الأزواج الأردنيون مدى قدرت زوجاتهم على استعمال حقوقهم المكفولة دستوريًا في العمل والأنشطة العامة الأخرى. تدعم التشريعات والثقافة الأردنية سيطرة الرجال على تفاعل زوجاتهم مع المجتمع. يتوقع الرجال أن تكون زوجاتهم مطيعات لأن الرجال هم من يعمل لإعالة الأسرة ماليًا.  رفع البرلمان الأردني السن القانونية للزواج إلى 18 سنة للفتيان والفتيات، حيث حدد القانون السابق السن القانوني للزواج بـ 16 للفتيان و 15 للفتيات، الأمر الذي كان سابقا يشجع الفتيات على الزواج المبكر والتسرب من المدرسة. 

### الطلاق
يستند قانون الطلاق كليًا إلى الشريعة الإسلامية، والتي تعتبر «سلطة لا جدال فيها». مع ذلك، توجد تباينات في التفسير والتطبيق بين المحاكم الإسلامية في جميع أنحاء الشرق الأوسط. غالباً ما يتجاهل الطلاق في الأردن حقوق المرأة ويترك النساء دون أي شيء إذا لم تكن مدعومة من قبل أسرهن. في السنوات الأخيرة، عملت الحكومة على حل هذه المشكلة عن طريق تغيير النظام القضائي. على سبيل المثال، «تمت صياغة قانون جديد لإجبار الرجال على دفع النفقة لمدة ثلاث سنوات بدلاً من ستة أشهر، وهو ما كان عليه الحال سابقًا.»  نظرًا لأن الرجال لهم الحق في الطلاق والتوقف عن دعم زوجاتهم إذا كنّ «ناشزات». كما أنشأ قانون آخر صندوقًا إلزاميًا لصالح النساء المطلقات، مما يضمن لهم تسوية مالية من أزواجهن بعد الطلاق. 

### الأطفال
الأب مسؤول عن ممتلكات الأطفال وصحتهم وتعليمهم بينما الأم مسؤولة عن رعاية الأطفال في المنزل. يعتبر الأب «الوصي الطبيعي»، لكن في حالة الطلاق تنتقل الوصاية إلى الأم التي تتولى رعاية الطفل طالما لم تتزوج.

### الملكية
في حين تشير الدراسات المتعلقة بالمرأة وحقوق الملكية الخاصة بها إلى أن المحاكم الإسلامية «دعمت حقوق المرأة في الملكية»، فإن المرأة في الأردن تملك قانونًا وترث أقل من أقاربها الذكور. على مر التاريخ وحتى اليوم، تتعرض النساءلضغوط متكررة وشديدة للتنازل عن ما يرثنه من أرض لصالح أفراد الأسرة الذكور.  ونتيجة لذلك، فإن أقل من أربعة في المائة من جميع الممتلكات في الأردن مملوكة للنساء. 

### جرائم الشرف
جرائم الشرف هي أعمال عنف يرتكبها أفراد الأسرة ضد النساء اللائي يُعتقد أنهن خزين العائلة بطريقة أو بأخرى. يرى المجتمع أن المرأة تجلب «العار» لعائلتها من خلال الخيانة الزوجية أوالجنس قبل الزواج أو حتى المغازلة، بل وأحيانا التعرض للاغتصاب.  ولا يزال قانون العقوبات الأردني يشتمل اليوم على أحكام تبرر جرائم الشرف بمنح مرتكب الجريمة تساهلاً في العقوبة. لا يتم الإبلاغ عن الكثير من عمليات القتل هذه، حيث يتم قتل العديد من النساء كل عام على أيدي أفراد الأسرة من أجل «استعادة الشرف».  تحدث جرائم الشرف في جميع أنحاء الشرق الأوسط وحول العالم. قدمت لجنة الأمم المتحدة لحقوق الإنسان تقارير عن جرائم الشرف في بنغلاديش، بريطانيا، البرازيل، الإكوادور، مصر، الهند، إسرائيل، إيطاليا، الأردن، باكستان، المغرب، السويد، تركيا، وأوغندا، كاشفة أن هذه الممارسة «تمتد أبعد من الثقافات والأديان». 
لقد كان من الصعب تغيير التشريعات (وخاصة المادة 340 من قانون العقوبات الأردني) لأن العنف ضد المرأة كان يعتبر تقليديا «مسألة خاصة» وليس «مسؤولية الدولة». في الواقع، كانت هناك حملة لحقوق الإنسان للمرأة على الصعيد الوطني، بدعم من الملك عبد الله والملكة رانيا، لتعديل المادة 340، التي تمنح مرتكبي جرائم الشرف الشرفاء في المحاكم الأردنية 
في إبريل / نيسان 2010، اتُهم رجل يبلغ من العمر 33 عامًا بـ «ضرب زوجته حتى الموت وإلقاء جثتها على الطريق السريع المؤدي إلى مطار الملكة علياء الدولي». اعترف الزوج بقتل زوجته من أجل الدفاع عن شرفه، لأنها كانت تقابل صديقًا دون إذن منه. وقالت ديانا شلبي مديرة مكتب الشكاوى في اللجنة الوطنية الأردنية لشؤون المرأة: «هناك حوالي 12 قضية جريمة شرف كل عام في الأردن». قالت: «ومع ذلك، يُنظر إلى العديد من الجرائم التي تتعلق بالنساء على أنها جرائم شرف ويجب أن تُسمى جرائم عادية بدلاً من ذلك». 

## روابط خارجية
- مقالة: هكذا هي المرأة الأردنية